# Боггс Тауншип (округ Клірфілд, Пенсільванія)
Боггс Тауншип (англ. Boggs Township) — селище (англ. township) в США, в окрузі Клірфілд штату Пенсільванія. Населення — 1662 особи (2020).

## Демографія
Згідно з переписом 2010 року, у селищі мешкала 1751 особа в 718 домогосподарствах у складі 523 родин. Було 833 помешкання
Расовий склад населення:
| - 99,2 % — білих - 0,3 % — корінних американців - 0,1 % — чорних або афроамериканців - 0,1 % — азіатів |

До двох чи більше рас належало 0,2 %. Частка іспаномовних становила 0,5 % від усіх жителів.
За віковим діапазоном населення розподілялося таким чином: 19,0 % — особи молодші 18 років, 65,2 % — особи у віці 18—64 років, 15,8 % — особи у віці 65 років та старші. Медіана віку мешканця становила 44,1 року. На 100 осіб жіночої статі у селищі припадало 98,8 чоловіків;  на 100 жінок у віці від 18 років та старших — 99,2 чоловіків також старших 18 років.
Середній дохід на одне домашнє господарство  становив 57 060 доларів США (медіана — 42 260), а середній дохід на одну сім'ю — 60 750 доларів (медіана — 60 560). Медіана доходів становила 40 469 доларів для чоловіків та 31 528 доларів для жінок. За межею бідності перебувало 12,3 % осіб, у тому числі 19,9 % дітей у віці до 18 років та 9,3 % осіб у віці 65 років та старших.
Цивільне працевлаштоване населення становило 833 особи. Основні галузі зайнятості: освіта, охорона здоров'я та соціальна допомога — 25,1 %, виробництво — 16,0 %, роздрібна торгівля — 14,8 %.